# 비트마모셋
비트마모셋 (Callithrix kuhlii)은 브라질 남동부의 열대 및 아열대 숲에서 서식하는 신세계원숭이의 일종이다. 비트검은술귀마모셋으로도 알려져 있다. 다른 마모셋과 달리, 비트마모셋은 네다섯 마리의 암컷들과 두세 마리의 수컷(새끼들 포함)들로 구성된 군집 생활을 한다. 이들은 모계사회를 이루어 살며, 지배 우위에 있는 한 마리의 암컷에게만 짝짓기가 허용된다. 다른 마모셋처럼, 새끼는 둘이 한 쌍으로 태어난다.
이 원숭이의 먹이는 나무의 수액이며, 나무 열매와 꽃꿀, 꽃과 씨앗 그리고 거미와 곤충 등도 먹는다. 이들은 숲의 중간과 아랫 부분에서 발견되며, 비트마모셋은 캐노피에서 먹이를 구하는 황금머리사자타마린의 무리 속에서 이동하거나 먹이를 구하기도 한다.
비트마모셋의 포식자는 맹금류(부채머리수리와 회색매, 큰부리말똥가리, 흰꼬리말똥가리)와 고양이과 동물(재규어와 재규어런디, 오셀롯) 그리고 뱀들이다.